# Chodecz
Chodecz este un oraș în Polonia.